# San Lorenzo (fiume)
Il San Lorenzo (in francese Saint-Laurent; in inglese Saint Lawrence) è un fiume dell'America del Nord appartenente amministrativamente a Canada e Stati Uniti.
Lungo quasi 1 150 km, la prima parte del suo corso, fino a poco prima di Montréal, delimita la frontiera fra Canada e Stati Uniti; dopo l'attraversamento dei Grandi Laghi, da esso collegati all'Oceano Atlantico, scorre invece in territorio canadese, attraversando le province di Ontario e Québec. Termina in un ampio estuario nell'Oceano Atlantico. La sua portata media è circa 8 volte quella del fiume Po.

## Geografia
Il fiume San Lorenzo ha origine nel Lago Ontario, tra Kingston (Ontario) a nord, Wolfe Island nel mezzo e Cape Vincent (New York) a sud. Da qui passa attraverso Gananoque, Brockville, Ogdensburg, Massena, Cornwall, Montréal, Trois-Rivières e Québec prima di sfociare nel Golfo di San Lorenzo, il più largo estuario del mondo. Scorre per 1 197 chilometri partendo dal Lago Ontario, ma la sua lunghezza sale fino a 3 058 chilometri se si considera il North River (Minnesota).
Il fiume include il lago di Saint-Louis, il lago Saint-François a Salaberry-de-Valleyfield e il lago di Saint-Pierre a est di Montreal. Le sue isole includono due arcipelaghi, le Thousand Islands presso Kingston e l'arcipelago Hochalega che comprende le Isole di Montreal e l'Isola di Gesù (a Laval), così come l'Isola di Orléans a Québec e l'isola di Anticosti a nord di Gaspé.
Il lago Champlain e i fiumi Ottawa, Richelieu, Saguenay scaricano le loro acque nel San Lorenzo. La zona del San Lorenzo è una zona sismica attiva.

## Storia
Nel 1524 il fiorentino Giovanni da Verrazzano esplorò per la prima volta l'estuario del fiume San Lorenzo.